# واکسیناسیون
واکسیناسیون (به فرانسوی: Vaccination) یا ایمن‌سازی به تزریق و استفادهٔ واکسن گفته می‌شود که با هدف جلوگیری از ایجاد عفونت یا کاهش عوارض بیماری در شخص یا ایجاد ایمنی طبیعی، با تزریق آنتی‌بادی یا آنتی‌ژن به دست می‌آید. واکسیناسیون با تزریق عضلانی یا وریدی (رگی)، یا چکاندن در دهان (مانند فلج اطفال) انجام می‌شود. دوام این نوع ایمنی‌سازی کوتاه‌مدت است و وابستگی به نیمه عمر آنتی‌بادی در بدن فرد دریافت‌کننده دارد و این مدت در حدود سه تا چهار هفته می‌باشد. در صورت تجویز آنتی‌ژن که شامل میکرو ارگانیسم ضعیف شده، کشته‌شده یا اجزاء آن می‌شود، دستگاه ایمنی فرد دریافت‌کننده تحریک و به‌طور فعال آنتی‌بادی تولید می‌کند. ایمنی به‌دست آمده در این حالت را ایمنی فعال گویند. دوام این نوع ایمنی، طولانی‌تر از نوع غیرفعال است.
واکسیناسیون اقدام مهمی است که به وسیلهٔ آن با هزینه کم می‌توان از ابتلاء به بیماری‌های عفونی جلوگیری کرد.

## بهبود بقا و سلامت
از سال ۱۹۷۴ تاکنون، واکسیناسیون مانع از مرگ ۱۵۴ میلیون نفر در جهان شده است که شامل ۱۴۶ میلیون کودک زیر ۵ سال می‌شود که از این تعداد نیز، ۱۰۱ میلیون نوزاد زیر ۱ سال بوده‌اند. به ازای هر مرگی که جلوگیری شده، به‌طور متوسط ۶۶ سال سلامت کامل به دست آمده است، که به معنای کسب ۱۰٫۲ میلیارد سال سلامت کامل است. واکسیناسیون مسئول کاهش ۴۰ درصدی مرگ و میر نوزادان در جهان و ۵۲ درصدی در منطقه آفریقا بوده است. در سال ۲۰۲۴، احتمال زنده ماندن یک کودک زیر ۱۰ سال تا تولد بعدی، ۴۰٪ بیشتر از یک سناریوی فرضی بدون واکسیناسیون در گذشته است. افزایش احتمال بقا حتی تا بزرگسالی نیز مشاهده می‌شود.